# Acido gheddico
L'acido gheddico o geddico è un acido grasso saturo composto da 34 atomi di carbonio. Il suo nome IUPAC è acido tetratriacontanoico.
Deve il suo nome alla cera ghedda, una cera secreta da api mellifere asiatiche: Apis dorsata e Apis cerana.
È stato isolato anche nelle radici di Macaranga denticulata.